# 博亞卡 (博亞卡省)
博亞卡（西班牙語：Boyacá）是哥倫比亞的城鎮，位於該國東北部，由博亞卡省負責管轄，距離首府通哈15公里，始建於1537年8月8日，面積48平方公里，海拔高度2,352米，2005年人口4,947。

## 外部連結
- Boyacá población DANE 2005（页面存档备份，存于）
- Página oficial del municipio de Boyacá

5°30′N 73°20′W / 5.500°N 73.333°W